# 謀殺干預組
《謀殺干預組》（英語：HIT: The First Case）是一部2020年印度泰盧固語犯罪驚悚片，由賽萊什·可拉努編導，普拉尚蒂·堤賓妮監製，納尼的製片公司牆壁海報電影製作。電影由維希瓦克·森及魯哈尼·夏馬主演，講述泰倫加納邦謀殺案預防組（Homicide Intervention Team，HIT）警官維克拉姆·魯德拉拉朱（Vikram Rudraraju）接手任務，調查一名年輕少女的失蹤案。
《謀殺干預組》2020年2月28日在印度院線上映，並在票房上獲利。本片之後推出了獨立續集《謀殺干預組2》（2022年），劇情無直接關聯，但皆隸屬於謀殺干預組宇宙；可拉努也執導了《謀殺干預組》的印地語翻拍版《重磅刑案》（2022年）。

## 劇情
維克拉姆·魯德拉拉朱是泰倫加納邦刑事偵緝處（CID）的警官，效命於於謀殺案預防組（Homicide Intervention Team，HIT），與鑑識科官員尼哈相戀。維克拉姆為人敏銳，能夠捕捉到最微小的細節，破獲重大案件，但患有創傷後壓力症（PTSD）且為了避免影響工作能力而拒絕服藥。
少女普麗緹在高速公路上開車時因車輛故障而停下，易卜拉欣警官借手機給她聯絡父親莫漢接應。但當莫漢到來時卻接不到人，普麗緹上了一輛藍色車子後失蹤。維克拉姆決定休息六個月，以緩解PTSD的困擾。兩個月後，維克拉姆接到電話得知尼哈失蹤，而決定返回工作岡位，並向維什瓦納德警官索取尼哈失蹤案的檔案。維什瓦納德不能將案子交給他，並稱阿比拉什正負責此案。
維克拉姆向尼哈的同事辛德詢問尼哈過去兩個月處理的案件。維克拉姆和羅希特將普麗緹和尼哈的失蹤案聯繫起來，推斷出兩起案件的兇手是同一人。維克拉姆從斯里尼瓦斯那接手了普麗緹的案子。同時，阿比拉什懷疑維克拉姆是綁架尼哈的人。維克拉姆去普麗緹的大學，向同學阿傑和桑迪亞詢問前一天晚上發生的事情，他們對在酒吧的情況做了同樣的回答。維克拉姆和羅希特詢問了普麗緹的養父母，得知普麗緹的親生父母在車禍中去世，於是和他們住在一起，普麗緹的鄰居希拉也和她有所聯繫。
希拉擁有一輛藍色車輛，且還偽造的表明普麗緹屍體下落的紙條。維克拉姆和羅希特逮捕了希拉，但易卜拉欣稱載走普麗緹的車不是這台。維克拉姆和團隊在一棟房子後面挖出了普麗緹的屍體，屍體上面有一些DNA樣本，阿傑、普麗緹的養父母和普麗緹援助的孤兒院院長都有嫌疑。但在維克拉姆的反覆審問下，嫌疑人都未有犯案動機。維克拉姆接到了名叫拉莎的陌生人的電話，正在開車的拉莎被一名陌生人嚇到，到達郊區並聯繫了維克拉姆。維克拉姆在高速公路收費站開始調查。
維克拉姆利用收費站的安全攝影機推斷，綁架普雷蒂的人是技工法赫德，易卜拉欣先前曾把摩托車交給了對方修理。維克拉姆和易卜拉欣找到法赫德，但易卜拉欣被對方槍殺，而維克拉姆和阿比拉什抓住了他。法赫德將他們帶往僱用自己綁架普麗緹的房子。維克拉姆發現這是羅希特的房子，並在羅希特開槍前，自己搶先開槍打死了對方。阿比拉什上樓找到了尼哈。羅希特之妻斯瓦普納實際上是殺死普麗緹並綁架尼哈的兇手；斯瓦普納供稱，年幼時的普麗緹與自己及妹妹住在同一間孤兒院，斯瓦普納之妹患有致命的心臟病，於是希望妹妹被收養，好接受治療並獲救。普麗緹答應斯瓦普納讓出被收養的機會。
但莫漢的兄弟及其妻子收養了普麗緹，使斯瓦普納之妹最後去世。變得抑鬱的斯瓦普納對普麗緹產生怨恨，於是僱用法赫德綁架了她。斯瓦普納殺死了普麗緹但感到後悔，羅希特為護妻，將屍體埋在賓館後面並放置阿傑等人的DNA。當尼哈發現了用於鎮靜普麗緹的針頭留在現場，羅希特在尼哈不知情的情況下用另一根針頭掉包。在尼哈向上級報告之前，羅希特前往她家下藥迷昏了對方，後來在法赫德的幫助下將其綁架。夫妻倆不想傷害尼哈，而是想在案件懸而未決後非法移民到某個地方。逮捕斯瓦普納後，維克拉姆參加了普麗緹和易卜拉欣的葬禮。維克拉姆從羅希特的本子中得知，羅希特早料到自己會被捉住，願意死在維克拉姆手中，所以自己朝維克拉姆開的槍其實沒有子彈。
維克拉姆向普麗緹、斯瓦普納及其妹妹長大的孤兒院捐款。尼哈好奇維克拉姆患上PTSD的原因，但維克拉姆打算改天再說。真相是，維克拉姆親眼目睹了收養的妹妹被一群歹徒焚燒致死。當維克拉姆打算離開孤兒院時，差點被狙擊手開的一槍打中。

## 演員
- 維希瓦克·森（英语：Vishwak Sen）飾演維克拉姆·魯德拉拉朱（Vikram Rudraraju）
- 魯哈尼·夏馬（英语：Ruhani Sharma）飾演尼哈（Neha）
- 柴塔尼亞·薩吉拉朱（Chaitanya Sagiraju）飾演羅希特（Rohit）
- 布拉瑪吉（英语：Brahmaji）飾演R·辛德（R. Shinde）
- 哈里·泰雅（英语：Hari Teja）飾演希拉（Sheela）
- 穆拉利·夏馬（英语：Murali Sharma）飾演易卜拉欣·謝赫（Ibrahim Shaikh）
- 巴努·錢德（英语：Bhanu Chander）飾演維什瓦納德·K（Vishwanath. K）
- 卡爾皮卡·甘尼許（英语：Kalpika Ganesh）飾演魯帕醫生（Dr. Roopa）
- 納維娜·雷迪（Naveena Reddy）飾演斯瓦普納（Swapna）
  - 丹維飾演年幼的斯瓦普納
- 拉維·拉賈（Ravi Raja）飾演法赫德（Fahad）
- 薩希蒂·阿萬查（Sahiti Avancha）飾演普麗緹（Preethi）
  - 萬希·卡卡（Vanshi Kakkar）飾演年幼的普麗緹
- 拉維·瓦爾瑪（英语：Ravi Varma (East Godavari actor)）飾演斯里尼瓦斯（Srinivas）
- 馬甘蒂·斯里納特（Maganti Srinath）飾演阿比拉什（Abhilash）
- 蘭加德姆（Rangadham）飾演莫漢（Mohan）
- 魯帕·拉克希米（Roopa Lakshmi）飾演拉克希米（Lakshmi）
- 拉傑什瓦里（Rajeshwari）飾演拉塔（Latha）
- 迦帕羅陀（Kalpalatha）飾演薩拉斯瓦蒂（Saraswati）
- 特利沙（Trish）飾演阿傑（Ajay）
- 傑特里（Jaiyetri）飾演桑迪亞（Sandya）
- 薩蒂婭·克里希南（英语：Satya Krishnan）飾演普里亞（Priya）
- 施利·哈沙（Sri Harsha）飾演濕婆（Shiva）

## 製作
2019年10月24日，電影供奉儀式舉行，並隨後展開製作。納尼和普拉山蒂·蒂皮內尼（Prashanthi Tipirneni）以「牆壁海報電影」（Wall Poster Cinema）公司的名義製作了本片，也是他們繼《唉！》（2018年）後合作的第二部電影。電影的英文片名是「謀殺案預防組」（Homicide Intervention Team）的縮寫。

## 發行
《謀殺干預組》2020年2月28日在印度院線上映。首支預告片於2020年1月1日發表。電影2020年4月1日在串流媒體Amazon Prime Video上線，衛星版權由雙子座電視台購入。

## 外部連結
- 互联网电影数据库（IMDb）上《謀殺干預組》的资料（英文）